# Glossosoma unguiculatum
Glossosoma unguiculatum là một loài Trichoptera trong họ Glossosomatidae. Chúng phân bố ở miền Cổ bắc.